# Dryophytes andersonii
A Dryophytes andersonii a kétéltűek (Amphibia) osztályába, a békák (Anura) rendjébe, a levelibéka-félék (Hylidae) családjába, azon belül a Hylinae alcsaládba tartozó faj.

## Előfordulása
Az Amerikai Egyesült Államok délkeleti részén honos. A természetes élőhelye vizes élőhelyek és a mocsarak.

## Megjelenése
A testhossza 25–76 mm  milliméter.